# Méta (mythologie)
Pour les articles homonymes, voir Méta.
Dans la mythologie grecque, Méta (en grec ancien Μήταν), fille d'Hoplès, est la première femme d'Égée, roi d'Athènes,.

## Famille
Dans la Bibliothèque du Pseudo-Apollodore, le père de Méta est Hoplès, fils d'Ion, roi d'Athènes,.

## Mythologie
Méta est la première épouse d'Égée. Ne parvenant pas à avoir d'enfant avec elle, il la répudie pour épouser Chalciope (la fille de Rhexénor), qui, ne lui donnant pas plus d'héritier, est répudiée à son tour.
D'autres traditions prêtent à Méta le nom de Melitê,.

## Sources
- Pseudo-Apollodore, Bibliothèque [détail des éditions] [lire en ligne] (III, 15, 6).